# Léspas culturel Leconte de Lisle
Léspas culturel Leconte de Lisle est un centre culturel situé dans le centre-ville de Saint-Paul à La Réunion, ouvert depuis 2005.

## Historique
Situé 5, rue Eugène Dayot, Léspas a remplacé un cinéma de deux salles, Le Bernica, qui n'a jamais fonctionné et qui a été racheté par la commune en 1991 pour en faire une structure culturelle inaugurée seulement en 2005.
Il porte le nom du poète Leconte de Lisle natif de la ville de Saint-Paul.
Le directeur général actuel est David Picot.

## Équipements
Plusieurs salles ont été aménagées.
- Salle Alain Péters, d'une capacité de 160 places pour le spectacle vivant
- Salle Jacques Lougnon, d'une capacité de 140 places pour conférences, projections de films, résidences d'artistes
- Salle de danse de 166m2 Blanche Pierson
- Deux studios de répétition pour musiciens

Dans des locaux attenants et gérés indépendamment, un café culturel associatif, La Cerise, une association de cinéastes, une école de musique associative complètent la vocation culturelle du lieu.

## Programmation
Le festival international de marionnettes Tam Tam s'y est tenu annuellement de 2010 à 2017.
La programmation riche et variée est proposée sur deux saisons, musique, théâtre, danse, nouveau cirque, expositions... Elle contribue de plus à faire vivre les compagnies locales en leur proposant des résidences d'artistes ou en leur donnant l'opportunité de se produire. Des partenariats existent avec les structures culturelles et festivals réunionnais pour accueillir en décentralisation une partie de leur propre programmation (festival de théâtre Komidi).
Par ailleurs, la structure accueille diverses conférences dont celles des Amis de l'Université. C'est également un lieu de projection qui permet de voir entre autres des films documentaires de l'océan Indien.
Saint-Paul a intégré le réseau du Festival Sete Sóis Sete Luas et cet événement interculturel et international se tient annuellement à Léspas depuis 2017,.
Léspas accueille aussi le FERIIR, festival international d'improvisation théâtrale en décembre.